# Golābūndān-e Soflá
Golābūndān-e Soflá (persiska: Golāvandān-e Soflá, گلابوندان سفلی) är en ort i Iran.   Den ligger i provinsen Khuzestan, i den centrala delen av landet, 500 km söder om huvudstaden Teheran. Golābūndān-e Soflá ligger 682 meter över havet och antalet invånare är 169.
Terrängen runt Golābūndān-e Soflá är lite kuperad.Runt Golābūndān-e Soflá är det ganska tätbefolkat, med 60 invånare per kvadratkilometer. Närmaste större samhälle är Bāgh-e Malek, 3,8 km sydost om Golābūndān-e Soflá. Omgivningarna runt Golābūndān-e Soflá är i huvudsak ett öppet busklandskap.